# Adiutricem Populi
A Encíclica Adiutricem Populi (Latim para "Auxíliadora do Povo") foi um dos documentos promulgados pelo Papa Leão XIII sobre o Rosário da Virgem Maria em sequência a vários outros. Datado de 5 de Setembro de 1895 tratou, principalmente, da relação com os cristãos dissidentes e da unidade da fé.
A oração do Rosário, segundo Leão XIII nesta Encíclica, promoveria a unidade dos cristãos e a preservação contra erros: "Assim, um grande auxílio em vantagem da unidade da Igreja é-nos por Deus oferecido em Maria. E, conquanto este auxílio de muitos modos, possa ser merecido, Nós cremos que o melhor e o mais eficaz é o do Rosário já de outras vezes fizemos observar que não última entre as vantagens do santo Rosário é fornecer ao cristão um meio prático e fácil para alimentar a sua fé e preservá-la da ignorância e do perigo do erro; como manifestamente nos demonstram as suas próprias origens". 

## Ecumenismo
Entre as numerosas encíclicas que Leão XIII dedicou ao Santo Rosário, Adiuticem Populi tem uma tarefa particular, pois nela mostra a sua preocupação pelas Igrejas do Oriente. Este empenho ecumênico situa-se também em alguns anos em que as iniciativas pastorais do Papa destinadas a este objetivo adquirem um significado especial.